# František Nosek

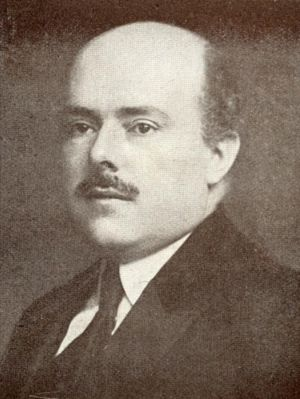
František Nosek

František Nosek (* 26. April 1886 in Chrudim; † 17. April 1935 in Prag) war ein tschechoslowakischer Geistlicher, Jurist, Politiker und Abgeordneter der Nationalversammlung für die christdemokratische Partei Československá strana lidová. Zweimal war er Minister in einer tschechoslowakischen Regierung.

## Leben, Politische Karriere
František Nosek besuchte zuerst ein Gymnasium, wo er 1905 sein Abitur machte, und studierte danach an der Jurafakultät der Karls-Universität in Prag. Im Februar 1910 erhielt er die Doktorwürde. Später studierte er noch an den Universitäten in Wien und Würzburg. Daneben arbeitete er in der Leitung des Landesfinanzdirektoriums, ab 1918 am Finanzministerium. Nosek trat der Československá strana lidová (Tschechoslowakische Volkspartei) bei und wurde auf dem I. Parteitag im Januar 1919 ihr stellvertretender Vorsitzender, 1920 bis 1930 dann ihr Vorsitzender.   1920 wurde er für diese Partei  Abgeordneter der Nationalversammlung der Tschechoslowakei und blieb es bis 1935. 1925–1926 war er Innenminister (in der Regierung Antonín Švehla II) und 1926–1929 Minister für Post und Telekommunikation (in der Regierung Antonín Švehla III und Regierung František Udržal I).
Nosek war tätig auch in der katholischen Bewegung und engagierte sich dort als Mitglied des Franziskanerordens Ordo Franciscanus Saecularis (Sekulární františkánský řád) in den Bereichen Kultur, Soziales und in charitativen Angelegenheiten.